# دوتشا
دوتشا (بالبلغارية: Доча)‏ قرية تقع إدارياً ضمن مقاطعة غابروفو في بلغاريا. ويبلغ عدد سكانها 7 نسمة حسب تعداد 15 مارس 2015. تعتمد دوتشا للبريد على الرمز البريدي 5380.